# Abd-Al·lah ibn Wahb ar-Rassibí
Abd-Al·lah ibn Wahb ar-Rassibí —àrab: عبد الله بن وهب الراسبي, ʿAbd Allāh b. Wahb ar-Rāsibī— o, més senzillament, Abd-Al·lah ibn Wahb (m. en 658) fou un cap kharigita membre de la tribu àrab dels Bajila, de mal nom Dhu-l-Thafinat (‘el de les Callositats’).
Va combatre a Iraq a les ordres de Sad ibn Abi-Waqqàs i en la batalla de Siffin a les ordres d'Alí ibn Abi-Tàlib, amb el que va trencar llavors per la decisió de l'arbitratge, i es va unir als dissidents a Harura.
Estant a Kufa fou nomenat cap (emir) dels kharigites, i va morir en la batalla de Nahrawan el 17 de juliol del 658, que va posar fi al domini kharigita a Kufa.